# 伯大尼
伯大尼（希伯來語：בֵּית עַנְיָה）或譯伯達尼（公教），為以色列一古地名。
聖經記載耶穌在此地受膏，亦為馬大、馬利亞、與拉撒路的居住地。希伯來語「伯」意為「之地」，而「大尼」意為「痛苦」。伯大尼，位于橄榄山东麓（馬可福音11:11，路加福音21:37），是约旦河西一个小小的村庄，离耶路撒冷约六里之遥。在耶路撒冷通往耶利哥的路上，四周都是绿色的丘陵台地，和生趣盎然的橄榄树。前往耶路撒冷的客旅，常在此歇宿。馬大、馬利亞、和她们的弟弟拉撒路家居于此，患麻风的西满也客居此地。
主耶稣在耶路撒冷，屡遭犹太教首领弃绝；但是在伯大尼，却备受当地人欢迎（马太福音21:17，马可福音11:1）。他曾在此使拉撒路复活，并且医治了患痲瘋的西满，西满感激之余，在家中为主和他的门徒摆设筵席（马太福音26:6-7）。爱主至深的馬利亚，就是在此筵席中，抓住了千载难逢的机会，将至贵的真哪哒香膏，浇在主耶稣头上，成就了永远的美事。虽然主耶稣在地上没有枕头的地方，并且到处有捉拿他的声音，然而借着复活的生命，在伯大尼这名不见经传的小村落，他得着了一个家，是他可以坐席、安息、并满足的地方。因此，伯大尼这筵宴之地，乃为正常教会生活的缩影，展现出教会的光景。

## 內部連結
- 香港伯大尼修院
- 伯特利
- 伯利恆